# 广州医科大学附属番禺中心医院
广州医科大学附属番禺中心医院（英語：The Affiliated Panyu Central Hospital of Guangzhou Medical University），也挂广州市番禺区中心医院、广州市番禺区人民医院的牌子，是一座三级甲等综合医院。成立于1929年，位于中华人民共和国广东省广州市番禺区桥南街道福愉东路8号，编制床位1534张，实际开放床位1493张。本院与广州市番禺区第七人民医院（广州市番禺区石楼人民医院）共同组成“番禺中心医院医疗集团”。

## 历史
1929年2月，市桥方便医院正式成立。1952年，市桥方便医院更名为“市桥人民医院”。1956年，番禺县人民政府卫生院和市桥人民医院合并，改称为“番禺县人民医院”。1982年5月、1984年10月、1988年3月，番禺县人民医院碧秋楼、念慈楼、澄溪楼分别举办落成典礼。1992年，番禺设市撤县，番禺县人民医院也随之更名为番禺市人民医院。1994年12月，番禺市人民医院被评为“二级甲等医院”，并在1995年通过“二甲”复审。1997年，番禺市人民医院何添保健中心落成。
2000年，随着广州南拓战略的深入实施，番禺撤市设区，番禺市人民医院更名为“广州市番禺区人民医院”。2009年9月，广州市番禺区人民医院由番禺区市桥街道桥东路93号搬迁至番禺区桥南街道福愉东路8号，并同步更名为“广州市番禺区中心医院（广州市番禺区人民医院）”（位于市桥街道桥东路93号的番禺人民医院旧址的部分建筑已拆除，并改为“广州市番禺区中医院（广州中医药大学番禺医院）东院区”）。2011年7月，广州市番禺区中心医院（广州市番禺区人民医院）被评为“三级甲等医院”。2024年1月10日，“广州医科大学附属番禺中心医院”正式挂牌，医院也同步更名为“广州医科大学附属番禺中心医院（广州市番禺区中心医院、广州市番禺区人民医院）”。2024年9月29日，广州医科大学附属番禺中心医院（广州市番禺区中心医院、广州市番禺区人民医院）综合应急大楼（设有300张床位）正式开工。